# بوگدانوو (شهرستان بالتاچفسکی، باشقیرستان)
بوگدانوو (به لاتین: Bogdanovo) یک منطقهٔ مسکونی در شهرستان بالتاچفسکی در کشور روسیه است که در باشقیرستان واقع شده‌است.